# Donald A. Ringe
 (janvier 2021).
 (janvier 2021).
Pour les articles homonymes, voir Ringe.
Donald A. Ringe (c. 1955) est un linguiste et indo-européaniste américain. 

## Biographie
Il obtient son Ph.D. à l'université Yale en 1984. Il est professeur de linguistique à l'université de Pennsylvanie et est membre de l'Institute for Research in Cognitive Science.

## Publications
- On the Chronology of Sound Changes in Tocharian: From Proto-Indo-European to Proto-Tocharian, American Oriental Society, 1996.
- A History of English, vol. 1: From Proto-Indo-European to Proto-Germanic, Oxford University Press, 2006.
- A Linguistic History of English, vol. 2: The Development of Old English, Oxford University Press, 2014.